# Calcinus paradoxus
Calcinus paradoxus is een tienpotigensoort uit de familie van de Diogenidae. De wetenschappelijke naam van de soort is voor het eerst geldig gepubliceerd in 1922 door Bouvier.